# All Wet (album)
Pour les articles homonymes, voir All Wet.
Albums de Mr. Oizo
The Church
(2014)
All Wet est le neuvième album de Mr. Oizo, sorti le 30 septembre 2016 et comprenant 15 titres. Il a sorti cet album sous le label Ed banger.

## Liste des titres
| 1.    | OK Then                             | 2:02 |
| 2.    | Sea Horses (Feat. Tétanos)          | 2:36 |
| 3.    | Freezing Out (Feat. Peaches)        | 2:44 |
| 4.    | Oiseaux                             | 1:16 |
| 5.    | Ruhe (Feat. Boys Noize)             | 2:40 |
| 6.    | No Tony (Feat. Phra)                | 1:28 |
| 7.    | End Of The World (Feat. Skrillex)   | 3:38 |
| 8.    | The One You Buy                     | 1:13 |
| 9.    | All Wet (Feat. Siriusmo)            | 3:10 |
| 10.   | Chairs (Feat. Mocky)                | 2:32 |
| 11.   | Your Liver                          | 2:04 |
| 12.   | Hand In The Fire (Feat. Charli XCX) | 3:11 |
| 13.   | Low Ink                             | 2:03 |
| 14.   | Goulag Drums                        | 2:43 |
| 15.   | Useless                             | 1:07 |
| 35:00 |                                     |      |